# المحجة (المضاربة والعارة)

تعديل مصدري - تعديل

المحجـة هي إحدى قرى عزلة العارة بمديرية المضاربة والعارة التابعة لمحافظة لحج، بلغ تعداد سكانها 106 نسمة حسب تعداد اليمن لعام 2004.